# Petrozavodsk
Petrozavodsk (en ruso: Петрозаводск, en carelio: Petroskoi) es una ciudad y capital de la república de Carelia, localizada al noroeste de Rusia, situada en la orilla occidental del lago Onega.

## Economía
Región rica en hierro y madera. Las principales manufacturas se centran en la fabricación de maquinaria, muebles y procesado de papel.

## Historia
Fundada por Pedro I el Grande en 1703 para dar cobijo a las ferrerías de una enorme fábrica de armamento, en 1777 se convirtió en la ciudad de Petrozavodsk.

## Demografía
| Gráfica de evolución de Petrozavodsk entre 1723 y 2020 |
|                                                        |

## Transporte
La ciudad es servida por el aeropuerto de Petrozavodsk y una estación de tren en el Ferrocarril de Murman con conexiones de tren a los principales centros de la población de Rusia.
Una ruta turística internacional Blue Highway pasa por Petrozavodsk.

## Clima
| Parámetros climáticos promedio de Petrozavodsk (1991-2020) | Parámetros climáticos promedio de Petrozavodsk (1991-2020) | Parámetros climáticos promedio de Petrozavodsk (1991-2020) | Parámetros climáticos promedio de Petrozavodsk (1991-2020) | Parámetros climáticos promedio de Petrozavodsk (1991-2020) | Parámetros climáticos promedio de Petrozavodsk (1991-2020) | Parámetros climáticos promedio de Petrozavodsk (1991-2020) | Parámetros climáticos promedio de Petrozavodsk (1991-2020) | Parámetros climáticos promedio de Petrozavodsk (1991-2020) | Parámetros climáticos promedio de Petrozavodsk (1991-2020) | Parámetros climáticos promedio de Petrozavodsk (1991-2020) | Parámetros climáticos promedio de Petrozavodsk (1991-2020) | Parámetros climáticos promedio de Petrozavodsk (1991-2020) | Parámetros climáticos promedio de Petrozavodsk (1991-2020) |
| Mes                                                        | Ene.                                                       | Feb.                                                       | Mar.                                                       | Abr.                                                       | May.                                                       | Jun.                                                       | Jul.                                                       | Ago.                                                       | Sep.                                                       | Oct.                                                       | Nov.                                                       | Dic.                                                       | Anual                                                      |
| ---------------------------------------------------------- | ---------------------------------------------------------- | ---------------------------------------------------------- | ---------------------------------------------------------- | ---------------------------------------------------------- | ---------------------------------------------------------- | ---------------------------------------------------------- | ---------------------------------------------------------- | ---------------------------------------------------------- | ---------------------------------------------------------- | ---------------------------------------------------------- | ---------------------------------------------------------- | ---------------------------------------------------------- | ---------------------------------------------------------- |
| Temp. máx. abs. (°C)                                       | 5.5                                                        | 7.3                                                        | 15.5                                                       | 24.2                                                       | 33.0                                                       | 34.3                                                       | 33.9                                                       | 32.4                                                       | 28.5                                                       | 21.3                                                       | 11.1                                                       | 9.4                                                        | 34.3                                                       |
| Temp. máx. media (°C)                                      | -5.7                                                       | -5.2                                                       | 0.0                                                        | 6.7                                                        | 13.8                                                       | 18.8                                                       | 21.5                                                       | 19.3                                                       | 13.6                                                       | 6.4                                                        | 0.2                                                        | -3.3                                                       | 7.2                                                        |
| Temp. media (°C)                                           | -8.4                                                       | -8.2                                                       | -3.5                                                       | 2.5                                                        | 8.9                                                        | 14.1                                                       | 17.1                                                       | 15.0                                                       | 10.0                                                       | 3.8                                                        | -1.9                                                       | -5.6                                                       | 3.7                                                        |
| Temp. mín. media (°C)                                      | -11.4                                                      | -11.4                                                      | -6.9                                                       | -1.3                                                       | 4.1                                                        | 9.4                                                        | 12.7                                                       | 11.1                                                       | 6.8                                                        | 1.5                                                        | -4.1                                                       | -8.1                                                       | 0.2                                                        |
| Temp. mín. abs. (°C)                                       | -41.6                                                      | -39.3                                                      | -30.0                                                      | -19.3                                                      | -9.8                                                       | -2.6                                                       | -0.1                                                       | -1.7                                                       | -5.0                                                       | -13.4                                                      | -27.5                                                      | -36.8                                                      | -41.6                                                      |
| Precipitación total (mm)                                   | 38                                                         | 29                                                         | 31                                                         | 32                                                         | 48                                                         | 61                                                         | 82                                                         | 81                                                         | 59                                                         | 56                                                         | 51                                                         | 44                                                         | 612                                                        |
| Nevadas (cm)                                               | 16                                                         | 21                                                         | 22                                                         | 5                                                          | 0                                                          | 0                                                          | 0                                                          | 0                                                          | 0                                                          | 0                                                          | 5                                                          | 11                                                         | 80                                                         |
| Días de lluvias (≥ 1 mm)                                   | 4                                                          | 3                                                          | 6                                                          | 11                                                         | 16                                                         | 18                                                         | 18                                                         | 18                                                         | 20                                                         | 19                                                         | 11                                                         | 6                                                          | 150                                                        |
| Días de nevadas (≥ 1 mm)                                   | 26                                                         | 24                                                         | 20                                                         | 10                                                         | 4                                                          | 0.3                                                        | 0                                                          | 0                                                          | 1                                                          | 8                                                          | 20                                                         | 27                                                         | 140.3                                                      |
| Horas de sol                                               | 28                                                         | 70                                                         | 118                                                        | 178                                                        | 265                                                        | 282                                                        | 287                                                        | 218                                                        | 126                                                        | 65                                                         | 25                                                         | 11                                                         | 1673                                                       |
| Humedad relativa (%)                                       | 87                                                         | 85                                                         | 80                                                         | 70                                                         | 66                                                         | 71                                                         | 75                                                         | 80                                                         | 84                                                         | 86                                                         | 89                                                         | 89                                                         | 80.2                                                       |
| Fuente n.º 1: Погода и климат                              |                                                            |                                                            |                                                            |                                                            |                                                            |                                                            |                                                            |                                                            |                                                            |                                                            |                                                            |                                                            |                                                            |
| Fuente n.º 2: NOAA                                         |                                                            |                                                            |                                                            |                                                            |                                                            |                                                            |                                                            |                                                            |                                                            |                                                            |                                                            |                                                            |                                                            |

## Personas destacadas
- Vladimir Drachev, biatleta.
- Denis Zubko, futbolista.
- Sergey Katanandov, Jefe de gobierno de Carelia.
- Anastasia Maksimova, gimnasia rítmica.
- Timur Dibirov, jugador de Handball.
- Irina Sidorkova, piloto de carreras.
- Maria Rieshkevich, creadora de películas documentales profundas.

## Ciudades hermanadas
- Brest
- Duluth
- Joensuu
- La Rochela
- Neustrelitz
- Neubrandenburg
- Rana
- Tubinga
- Umeå
- Varkaus